# Eccellenza Campania 1998-1999
L'Eccellenza Campania 1998-1999 è stata l'ottava edizione del campionato italiano di calcio di categoria. Gestita dal Comitato Regionale Campania della Lega Nazionale Dilettanti, la competizione rappresentava il sesto livello del calcio italiano e il primo livello regionale. Parteciparono complessivamente 32 squadre, divise in due gironi.
Il torneo ha visto la promozione alla categoria superiore di Pro Sangiuseppese e Real Paganese, vincitrici dei rispettivi gironi, e dell'Ottaviano, vincitore dei play-off nazionali.

## Stagione

### Novità
Conclusasi l'edizione precedente, abbandonarono il campionato di Eccellenza Campania le promosse Viribus Unitis, Sorrento, Nuova Virtus Palmese e le retrocesse Fiamma Sangiovannese, San Pietro, Vis Montefalcione, Turris Consilina e Pontecagnano Faiano. Il Campionato Nazionale Dilettanti si concluse con la retrocessione di quattro squadre campane: Boys Caivanese, Giovani Cardito, Sanità Nola e Angri, mentre dal campionato di Promozione furono promosse Capua, Pro Sangiuseppese, Montesarchio e Marina di Camerota. Inoltre, fu ripescata la Sibilla a completamento organici.

### Formula
Il campionato era diviso in due gironi da sedici squadre ciascuno. I gironi furono stilati attraverso criteri geografici: nel girone A furono inserite dodici squadre dell'hinterland napoletano e quattro squadre della provincia di Caserta; nel girone B parteciparono sette squadre della provincia di Salerno, quattro squadre della provincia di Avellino, quattro squadre del napoletano ed una squadra della provincia di Benevento.
Le squadre si affrontarono in gare di andata e ritorno, per un totale di 30 incontri per squadra. Erano assegnati tre punti per la vittoria, uno per il pareggio e zero per la sconfitta. Erano promosse nel Campionato Nazionale Dilettanti le vincitrici di ciascun girone, mentre il piazzamento in seconda posizione garantiva l'accesso ai play-off nazionali. Le ultime due classificate di ciascun girone retrocedevano direttamente in Promozione. In caso di arrivo a pari punti di due o più squadre in una posizione valevole per la promozione o la retrocessione era prevista la formula dello spareggio per definire la posizione finale delle squadre.

## Girone A

### Squadre partecipanti
| Club                  | Città                         | Stagione 1997-1998                               |
| --------------------- | ----------------------------- | ------------------------------------------------ |
| Afragolese            | Afragola (NA)                 | 9° in Eccellenza Campania/A                      |
| Arzanese              | Arzano (NA)                   | 5° in Eccellenza Campania/A                      |
| Boys Partenopei       | Napoli                        | 15° nel C.N.D./G                                 |
| Capua                 | Capua (CE)                    | 1° in Promozione Campania/A                      |
| Ercolanese            | Ercolano (NA)                 | 3° in Eccellenza Campania/A                      |
| Gladiator             | Santa Maria Capua Vetere (CE) | 14° in Eccellenza Campania/A (come Pietramelara) |
| Isola d'Ischia        | Ischia (NA)                   | 11° in Eccellenza Campania/A                     |
| Marcianise            | Marcianise (CE)               | 13° in Eccellenza Campania/A                     |
| Ottaviano             | Ottavianoi (NA)               | 4° in Eccellenza Campania/A                      |
| Portici               | Portici (NA)                  | 6° in Eccellenza Campania/A                      |
| Pro Sangiuseppese     | San Giuseppe Vesuviano (NA)   | 1° in Promozione Campania/B                      |
| Punto Giovani Cardito | Cardito (NA)                  | 17° nel C.N.D./G                                 |
| Quarto                | Quarto (NA)                   | 8° in Eccellenza Campania/A                      |
| Real Aversa           | Aversa (CE)                   | 12° in Eccellenza Campania/A                     |
| Real Fratta Acer      | Frattamaggiore (NA)           | 7° in Eccellenza Campania/A                      |
| Sibilla               | Bacoli (NA)                   | 8° in Promozione Campania/A                      |

### Classifica finale
|  | Pos. | Squadra               | Pt | G  | V  | N  | P  | GF | GS | DR  |
|  | ---- | --------------------- | -- | -- | -- | -- | -- | -- | -- | --- |
|  | 1.   | Pro Sangiuseppese     | 70 | 30 | 22 | 4  | 4  | 69 | 14 | +55 |
|  | 2.   | Ottaviano             | 69 | 30 | 20 | 9  | 1  | 49 | 16 | +33 |
|  | 3.   | Portici               | 59 | 30 | 16 | 11 | 3  | 49 | 21 | +28 |
|  | 4.   | Ercolanese            | 59 | 30 | 17 | 8  | 5  | 34 | 21 | +13 |
|  | 5.   | Arzanese              | 57 | 30 | 17 | 9  | 4  | 39 | 13 | +26 |
|  | 6.   | Capua                 | 41 | 30 | 10 | 11 | 9  | 30 | 31 | -1  |
|  | 7.   | Afragolese            | 41 | 30 | 11 | 8  | 11 | 27 | 32 | -5  |
|  | 8.   | Real Aversa           | 33 | 30 | 9  | 6  | 15 | 26 | 41 | -15 |
|  | 9.   | Real Fratta Acer      | 30 | 30 | 6  | 12 | 12 | 28 | 38 | -10 |
|  | 10.  | Gladiator             | 29 | 30 | 7  | 8  | 15 | 22 | 33 | -11 |
|  | 11.  | Ischia                | 29 | 30 | 6  | 11 | 13 | 21 | 34 | -13 |
|  | 12.  | Punto Giovani Cardito | 29 | 30 | 7  | 8  | 15 | 24 | 44 | -20 |
|  | 13.  | Quarto                | 28 | 30 | 6  | 10 | 14 | 26 | 38 | -12 |
|  | 14.  | Marcianise            | 26 | 30 | 7  | 5  | 18 | 24 | 48 | -24 |
|  | 15.  | Boys Partenopei       | 24 | 30 | 5  | 9  | 16 | 16 | 39 | -23 |
|  | 16.  | Sibilla               | 23 | 30 | 4  | 11 | 15 | 18 | 39 | -21 |

Legenda:

      Promosse nel Campionato Nazionale Dilettanti 1999-2000.

      Retrocesse in Promozione 1999-2000.

Note:

Tre punti a vittoria, uno a pareggio, zero a sconfitta.
- Arzanese penalizzata di 3 punti.

### Verdetti
- Pro Sangiuseppese e, dopo i play-off nazionali, Ottaviano promosse nel Campionato Nazionale Dilettanti.
- Sibilla e Boys Partenopei retrocesse in Promozione.

## Girone B

### Squadre partecipanti
| Club                  | Città                      | Stagione 1997-1998           |
| --------------------- | -------------------------- | ---------------------------- |
| Agropoli              | Agropoli (SA)              | 5° in Eccellenza Campania/B  |
| Angri                 | Angri (SA)                 | 17º nel girone C.N.D./H      |
| Audax Cervinara       | Cervinara (AV)             | 11° in Eccellenza Campania/B |
| Comprensorio Nola     | Nola (NA)                  | 16° nel C.N.D./H             |
| G. Carotenuto Mugnano | Mugnano del Cardinale (AV) | 10° in Eccellenza Campania/B |
| Gelbison              | Vallo della Lucania (SA)   | 8° in Eccellenza Campania/B  |
| Gragnano              | Gragnano (NA)              | 9° in Eccellenza Campania/B  |
| Montesarchio          | Montesarchio (BN)          | 1° in Promozione Campania/C  |
| Real Paganese         | Pagani (SA)                | 3° in Eccellenza Campania/B  |
| San Marzano           | San Marzano sul Sarno (SA) | 12° in Eccellenza Campania/B |
| Saviano               | Saviano (NA)               | 2° in Eccellenza Campania/A  |
| Scafatese             | Scafati (SA)               | 7° in Eccellenza Campania/B  |
| Solofra               | Solofra (AV)               | 6° in Eccellenza Campania/B  |
| Spigolatrice          | Sapri (SA)                 | 1° in Promozione Campania/D  |
| Teoreo Grotta         | Grottaminarda (AV)         | 13° in Eccellenza Campania/B |
| Virtus Pompei         | Pompei (NA)                | 4° in Eccellenza Campania/B  |

### Classifica finale
|  | Pos. | Squadra               | Pt | G  | V  | N  | P  | GF | GS | DR  |
|  | ---- | --------------------- | -- | -- | -- | -- | -- | -- | -- | --- |
|  | 1.   | Real Paganese         | 68 | 30 | 21 | 5  | 4  | 46 | 16 | +30 |
|  | 2.   | Spigolatrice          | 63 | 30 | 20 | 3  | 7  | 64 | 23 | +41 |
|  | 3.   | Angri                 | 61 | 30 | 17 | 10 | 3  | 56 | 16 | +40 |
|  | 4.   | Saviano               | 53 | 30 | 16 | 5  | 9  | 44 | 25 | +19 |
|  | 5.   | Audax Cervinara       | 47 | 30 | 12 | 11 | 7  | 36 | 25 | +11 |
|  | 6.   | Comprensorio Nola     | 43 | 30 | 11 | 10 | 9  | 32 | 28 | +4  |
|  | 7.   | Montesarchio          | 41 | 30 | 11 | 8  | 11 | 28 | 26 | +2  |
|  | 8.   | Gragnano              | 39 | 30 | 11 | 6  | 13 | 28 | 35 | -7  |
|  | 9.   | Virtus Pompei         | 38 | 30 | 9  | 11 | 10 | 37 | 33 | +4  |
|  | 10.  | Scafatese             | 38 | 30 | 9  | 11 | 10 | 30 | 30 | 0   |
|  | 11.  | Teoreo Grotta         | 35 | 30 | 8  | 11 | 11 | 33 | 32 | +1  |
|  | 12.  | Solofra               | 35 | 30 | 9  | 8  | 13 | 36 | 42 | -6  |
|  | 13.  | San Marzano           | 33 | 30 | 9  | 6  | 15 | 27 | 42 | -15 |
|  | 14.  | Gelbison              | 33 | 30 | 8  | 9  | 13 | 26 | 49 | -23 |
|  | 15.  | Agropoli              | 16 | 30 | 3  | 8  | 19 | 30 | 73 | -43 |
|  | 16.  | G. Carotenuto Mugnano | 8  | 30 | 1  | 6  | 23 | 14 | 72 | -58 |

Legenda:

      Promossa nel Campionato Nazionale Dilettanti 1999-2000.

      Qualificata ai play-off nazionali.

      Retrocesse in Promozione 1999-2000.

Note:

Tre punti a vittoria, uno a pareggio, zero a sconfitta.
- Agropoli penalizzata di 1 punto.
- G. Carotenuto Mugnano penalizzato di 1 punto.
- La gara Angri-Real Paganese è stata data persa a entrambe le squadre.

### Verdetti
- Real Paganese promossa nel Campionato Nazionale Dilettanti.
- Spigolatrice eliminata ai play-off nazionali.
- Agropoli e G. Carotenuto Mugnano retrocesse in Promozione.